# Böhm-Buschhörnchen
Das Böhm-Hörnchen oder Böhm-Buschhörnchen (Paraxerus boehmi) ist eine Hörnchenart aus der Gattung der Afrikanischen Buschhörnchen (Paraxerus). Es kommt in Zentralafrika vom Osten der Demokratischen Republik Kongo über Uganda, Südsudan und den Nordwesten Tansanias bis in den Norden von Sambia vor. Die kleinen Hörnchen leben vor allem im tropischen Regenwald und ernähren sich überwiegend von Insekten und Pflanzenteilen.

## Merkmale
Das Böhm-Hörnchen ist ein kleines Hörnchen und erreicht eine durchschnittliche Kopf-Rumpf-Länge von etwa 11,1 bis 12,6 Zentimetern (nach Thorington et al. 2012 bis 12,9 Zentimeter), der Schwanz ist etwa 14,0 bis 16,0 Zentimeter lang. Das Gewicht liegt bei etwa 48 bis 80 Gramm, wobei die Weibchen etwas schwerer sind. Die Hinterfußlänge beträgt etwa 28 bis 34 Millimeter, die Ohrlänge 11 bis 14 Millimeter. Die Färbung der Tiere variiert regional mit den verschiedenen Unterarten. Die Tiere haben ein gräulich rötlich bis gelblich braunes Rückenfell, auf dem sich vier schwarze Steifen befinden und das auf die Entfernung oliv-braun wirkt. Die mittleren beiden Streifen werden durch einen rötlich-braunen Rückenstreifen auf der Wirbelsäule von den Schultern bis zum Rumpf getrennt, seitlich werden die dunklen Streifen nochmals durch schmale creme-weiße bis gelbe Seitenstreifen getrennt. Das Bauchfell entspricht dem Rückenfell, ist jedoch etwas blasser. Der Kopf besitzt ebenfalls die gleiche Farbe wie das Rückenfell und ist durch drei, manchmal nur schwer erkennbare, helle Streifen gezeichnet,  davon jeweils einer oberhalb und unterhalb der Augen und einer auf den Wangen. Die Ohren sind klein und gerundet, sie besitzen im Gegensatz zu verwandten Arten keine weiße Randung und auch keine anderen Weißanteile. Die Vorder- und Hinterbeine sind grünlich-braun. Die Vorderfüße sind mit vier langen Zehen ausgestattet, die jeweils in eine lange und scharfe Kralle auslaufen. Die Hinterfüße besitzen fünf Zehen, die ebenfalls mit einer langen Kralle ausgestattet sind. Der Schwanz ist mit einer Länge von etwa 125 % der Kopf-Rumpf-Länge vergleichsweise lang. Er ist stark behaart und schwarz bis ockerfarben gefärbt, dabei ist er durch unregelmäßige dunkle Streifen gezeichnet und verjüngt sich zum Ende.
| 1 | · | 0 | · | 2 | · | 3 | = 22 |
| 1 | · | 0 | · | 1 | · | 3 | = 22 |

Der Schädel hat eine Gesamtlänge von 33,9 bis 36,6 Millimetern und eine Breite von 18,1 bis 21,7 Millimetern. Wie alle Arten der Gattung besitzt die Art im Oberkiefer pro Hälfte einen zu einem Nagezahn ausgebildeten Schneidezahn (Incisivus), dem eine Zahnlücke (Diastema) folgt. Hierauf folgen zwei Prämolare und drei Molare. Die Zähne im Unterkiefer entsprechen denen im Oberkiefer, allerdings nur mit einem Prämolaren. Insgesamt verfügen die Tiere damit über ein Gebiss aus 22 Zähnen. Die Zahnreihe der Mahlzähne vom ersten Prämolar bis zum dritten Molar beträgt 5,3 bis 6,4 Millimeter. Der knöcherne Gaumen endet auf der Höhe des dritten Molaren.
Das Böhm-Hörnchen ähnelt dem Alexander-Buschhörnchen (Paraxerus alexandri), ist jedoch deutlich größer und unterscheidet sich in Details in der Färbung. Das Alexander-Buschhörnchen besitzt insgesamt nur zwei statt der vier dunklen Streifen auf dem Rücken, die seitlich von einer cremeweißen Linie begrenzt sind, und eine weiße Umrandung der Ohren. Die Füße des Alexander-Buschhörnchens sind zudem in Relation zum Körper deutlich größer und kräftiger. Auch eine Verwechslung mit dem Gebänderten Rotschenkelhörnchen (Funisciurus lemniscatus) mit einem ähnlichen Verbreitungsgebiet und ebenfalls vier dunklen Rückenstreifen ist möglich, dieses ist jedoch etwas größer und dunkler gefärbt. Der Schwanz des Gebänderten Rotschenkelhörnchens ist länger und stärker gezeichnet. Es lebt zudem vor allem am Boden und nicht in den Ästen der Bäume.

## Verbreitung
Das Böhm-Hörnchen kommt in Zentralafrika vom Osten der Demokratischen Republik Kongo über Uganda, Südsudan, Ruanda, Burundi und den Nordwesten Tansanias bis in den Norden von Sambia vor. Die Unterart P. b. vulcanorum kommt in den Bergwäldern des Albert-Grabens vor, Vorkommen im Westen Kenias sind bislang unbestätigt. Eine abgelegene Population der Art lebt in der Region Bahr al-Ghazal westlich von Malek im Südsudan.

## Lebensweise
Das Böhm-Hörnchen lebt in tropischen Regenwaldgebieten im Flachland, in Sumpfgebieten und auch in Bergwäldern in Höhen bis 2300 Metern. Es kommt vor allem in Wäldern vor, die durch Cynometra aus der Gruppe der Johannisbrotgewächse geprägt sind, die als Klimaxart teilweise großflächige Bestände bildet. In der Regel leben die Tiere im Unterholz, in dichten Lianen und den unteren Baumbereichen, seltener auch am Waldboden. Im Osten der Demokratischen Republik Kongo wurde die Art auch in Savannenwäldern dokumentiert, zudem kommt sie im Randbereich von Plantagen vor.
Die Tiere sind tagaktiv und wie andere Buschhörnchen baumlebend. Sie leben in der Regel einzeln, können jedoch auch in Paaren oder Trios beobachtet werden. Durch die geringe Größe und die langen, bekrallten Zehen sind die Tiere in der Lage, schnell an den Baumstämmen und großen Ästen zu klettern. Sie können sich dabei sowohl aufwärts wie abwärts bewegen und sich auch kopfüber aufhängen, um die Unterseite von Ästen zu untersuchen. Das Böhm-Hörnchen baut in der Regel große Nester in das Geäst in etwa zwei bis acht Metern Höhe. Sie bestehen vor allem aus Zweigen, Laub und Gras und beinhalten eine Nestkammer, die mit feinerem Material wie zerkleinerter Rinde ausgelegt ist. Die Kommunikation erfolgt über Duftstoffe, die mit dem Schwanz verteilt werden, sowie über vogel-ähnliche Töne und optische Signale durch ruckartige Schwanzbewegungen.
Böhm-Hörnchen sind omnivor, ihre Nahrung besteht vor allem aus Insekten und Früchten. Die Nahrungssuche findet allein statt, manchmal suchen sie jedoch auch nahe bei anderen Individuen nach Nahrung. Die Tiere laufen dabei über die Äste und untersuchen Moospolster, Flechten und Rinden mit ihren Nagezähnen, wobei sie anders als viele andere Hörnchen die Vorderbeine kaum zur Suche einsetzen. Mit der Schnauze und den Nagezähnen können sie Rinden anheben und zerteilen, um darunter befindliche Insekten zu fangen. Bei Untersuchungen der Mageninhalte von 30 Tieren in Uganda enthielten die Mägen von sieben Tieren ausschließlich Insekten, vor allem Ameisen sowie zu geringeren Anteilen Raupen und Käfer. Zehn Mägen war zum größten Teil mit Insekten gefüllt und acht enthielt nur Spuren von Insekten. In 12 der Mägen fanden sich pflanzliche und pilzliche Überreste, etwa die Früchte von Rubus-Arten und epiphytische Pilze, und in zehn Mägen befanden sich große Mengen von Baumharz. In der Demokratischen Republik Kongo erbrachten Magenuntersuchungen ähnliche Ergebnisse.
Die Fortpflanzung erfolgt in regenreichen Gebieten in der Demokratischen Republik Kongo über das gesamte Jahr, wobei die Rate der trächtigen Weibchen zu verschiedenen Zeitpunkten bei 10 bis 35 % der Gesamtweibchenzahl liegt. Die höchste Reproduktionsrate liegt dabei am Ende der Trockenzeit kurz vor den jährlichen Regenfällen. Für Uganda liegen ebenfalls Fangdaten mit trächtigen Weibchen zu unterschiedlichen Monaten vor. Die Würfe bestehen in der Regel aus einem und seltener zwei Jungtieren. Durch die Verteilung der Geburten über das gesamte Jahr ist die Altersstruktur sehr stark geprägt von Jungtieren und jungen geschlechtsreifen Tieren.
Zu den wichtigsten Beutegreifern gehören Greifvögel, vor allem der Langschwanzhabicht (Urotriorchis macrourus), sowie Nashornvögel und Schlangen. Hinzu kommen nachtaktive Raubtiere wie die Ginsterkatzen (Genetta) und der Pardelroller (Nandinia binotata), die die Tiere im Nest aufspüren.

## Systematik
Das Böhm-Hörnchen wird als eigenständige Art innerhalb der Gattung der Afrikanischen Buschhörnchen (Paraxerus) eingeordnet, die aus elf Arten besteht. Die wissenschaftliche Erstbeschreibung stammt von Anton Reichenow aus dem Jahr 1886, der die Art als Sciurus boehmi anhand von Individuen aus Marungu in der Demokratischen Republik Kongo beschrieb. Benannt wurde die Art nach dem deutschen Naturforscher Richard Böhm.
Innerhalb der Art werden mit der Nominatform vier Unterarten unterschieden:
- Paraxerus boehmi boehmi: Nominatform; kommt im Süden der Demokratischen Republik Kongo vor. Die Rückenseite ist oliv-braun mit schwarzer Einwaschung. Die einzelnen Haare sind an der Basis gräulich-schwarz mit haben olivfarbene und goldbraune Ringe an der Spitze. Der Mittelstreifen ist olivfarben-goldbraun, die äußeren hellen Streifen weißlich. Die Körperunterseite und die Innenseite der der Arme und Hüften sind gelblich-weiß, die Kehle ist blassgelb und das Kinn gelblich rostrot.
- Paraxerus boehmi antoniae: im Gebiet um die Boyomafälle in der Demokratischen Republik Kongo. Die Grundfarbe der Tiere ist blass grünlich-gelbbraun. Der mittlere Rückenstreifen ist mehr gelblich, die beiden äußeren hellen Streifen eher gelblich weiß und beginnen erst an der Lende. Die Bauchseite ist hell gelb-sandfarben eingewaschen.
- Paraxerus boehmi emini: im größten Teil des Verbreitungsgebietes, entspricht weitgehend der generellen Artbeschreibung, wobei der mittlere Rückenstreifen mehr weißlich olivgrün ist.
- Paraxerus boehmi gazellae: im östlichen Äquatoria im Südsudan. Die Körperfarbe ist blasser und grauer als bei Paraxerus boehmi emini, die Rückenstreifen sind kürzer und der äußere Streifen ist nur etwa 2,5 Zentimeter lang. Die Körperunterseite ist gräulich mit leichter olivfarbener Einwaschung.

Kingdon 2013 beschreibt ebenfalls vier Unterarten, allerdings stellt Paraxerus boehmi antoniae hier keine eigene Unterart dar und Paraxerus boehmi vulcanorum wird als vierte Unterart geführt:
- Paraxerus boehmi vulcanorum: Diese Unterart kommt in den Bergwäldern des Albert-Grabens im Ruwenzori-Gebirge und den Gebirgen zwischen dem Eduardsee und dem Tanganjikasee vor. Die Rückenfarbe ist dunkler olivbraun und rötlich olivfarben, das Rückenfell ist lang und dicht. Der obere dunkle Streifen ist breit, der untere sehr schmal und die weißen Streifen zur Trennung sind sehr unscheinbar. Möglicherweise handelt es sich um eine eigene Art.[2]

## Status, Bedrohung und Schutz
Das Böhm-Hörnchen wird von der International Union for Conservation of Nature and Natural Resources (IUCN) als nicht gefährdet („least concern“) eingestuft. Begründet wird dies mit dem großen Verbreitungsgebiet und den angenommen großen Beständen. Es kommt zudem in zahlreichen geschützten Gebieten vor und verzeichnet keine signifikanten Rückgänge. Innerhalb des Verbreitungsgebietes ist das Böhm-Hörnchen eine regelmäßig vorkommende Art, bestandsgefährdende Risiken sind nicht bekannt.

## Belege
1. 1 2 3 4  Richard W. Thorington Jr., John L. Koprowski, Michael A. Steele: Squirrels of the World. Johns Hopkins University Press, Baltimore MD 2012; S. 234–235. ISBN 978-1-4214-0469-1
2. 1 2 3 4 5 6 7 8 9 10 11 12 13  Jonathan Kingdon: Paraxerus boehmi, Boehm's Bush Squirrel. In: Jonathan Kingdon, David Happold, Michael Hoffmann, Thomas Butynski, Meredith Happold und Jan Kalina (Hrsg.): Mammals of Africa Volume III. Rodents, Hares and Rabbits. Bloomsbury, London 2013, S. 75–77; ISBN 978-1-4081-2253-2.
3. ↑  Peter Grubb: Genus Paraxerus, Bush Squirrels. In: Jonathan Kingdon, David Happold, Michael Hoffmann, Thomas Butynski, Meredith Happold und Jan Kalina (Hrsg.): Mammals of Africa Volume III. Rodents, Hares and Rabbits. Bloomsbury, London 2013, S. 72–74; ISBN 978-1-4081-2253-2.
4. 1 2  Paraxerus boehmi in der Roten Liste gefährdeter Arten der IUCN 2016-1. Eingestellt von: P. Grubb, 2008. Abgerufen am 24. Juli 2016.
5. 1 2  Paraxerus boehmi. In: Don E. Wilson, DeeAnn M. Reeder (Hrsg.): Mammal Species of the World. A taxonomic and geographic Reference. 2 Bände. 3. Auflage. Johns Hopkins University Press, Baltimore MD 2005, ISBN 0-8018-8221-4.
6. ↑  Bo Beolens, Michael Grayson, Michael Watkins: The Eponym Dictionary of Mammals. Johns Hopkins University Press, 2009; S. 48; ISBN 978-0-8018-9304-9.